# Joan Hackett
Joan Ann Hackett (* 1. März 1934 in New York; † 8. Oktober 1983 in Encino, Kalifornien) war eine US-amerikanische Schauspielerin.

## Leben
Hackett war irisch-italienischer Herkunft und besuchte katholische Schulen. Ihr Schauspieldebüt hatte sie 1959 mit der Rolle der „Gail Prentiss“ in der Fernsehserie Young Doctor Malone. 1961 erhielt sie den Obie Award für die beste schauspielerische Leistung in dem Theaterstück Call Me by My Rightful Name. Sie spielte die Hauptrolle in der Twilight-Zone-Episode „A Piano in the House“ von 1962. In dem Film Die Clique (1966) von Sidney Lumet hatte sie eine Hauptrolle neben Candice Bergen, Larry Hagman, Richard Mulligan und Joanna Pettet. Eine ihrer bekanntesten Rollen war die der „Catherine Allen“ in dem 1968 erschienenen Western Der Verwegene zusammen mit Charlton Heston. In der Western-Komödie Auch ein Sheriff braucht mal Hilfe (1969) spielte sie an der Seite von James Garner. Danach wirkte sie in erster Linie in Fernsehfilmen und -serien mit.
Von 1966 bis 1973 war sie mit dem Schauspieler Richard Mulligan verheiratet. Im Jahr 1982 wurde sie für ihre Rolle in Mrs. Hines und Tochter, einem ihrer letzten Filme, als beste Nebendarstellerin mit dem Golden Globe ausgezeichnet und für den Oscar als beste Nebendarstellerin nominiert.
Joan Hackett starb 1983 an einem Ovarialkarzinom.

## Filmografie (Auswahl)
- 1961–1963: Preston & Preston (The Defenders, Fernsehserie, 5 Folgen)
- 1966: Die Clique (The Group)
- 1967: Der Verwegene (Will Penny)
- 1969: Auch ein Sheriff braucht mal Hilfe (Support Your Local Sheriff!)
- 1965/1972: Bonanza (Fernsehserie, 2 Folgen)
- 1973: Sheila (The Last of Sheila)
- 1974: Der Killer im Kopf (The Terminal Man)
- 1974: Reflections of Murder (Fernsehfilm)
- 1976: Der Goldschatz der Matecumbe (Treasure of Matecumbe)
- 1977: Besessen
- 1977: Mit der Nacht kommt der Tod (Dead of Night)
- 1980: One Trick Pony
- 1981: Mrs. Hines und Tochter (Only When I Laugh)
- 1982: Der große Zauber (The Escape Artist)